# Hans Waltersdorfer
Hans Waltersdorfer (* 3. August 1962 in Bad Gleichenberg, Steiermark) ist österreichischer Komponist Neuer Geistlicher Lieder.
Nach seiner Matura 1980 trat er in den Franziskanerorden ein. Er studierte Theologie in Wien. 1989 trat er aus dem Orden aus und heiratete 1991. Von 1993 bis 1997 war Waltersdorfer theologischer Mitarbeiter im Haus der Stille, danach zwei Jahre Pastoralassistent in der Pfarre Leibnitz, seit Herbst 1999 ist er wieder als theologischer Mitarbeiter im Haus der Stille tätig. Waltersdorfer brachte sich autodidaktisch ab dem 15. Lebensjahr das Gitarrespiel bei und schuf ab 1980 zahlreiche Neue Geistliche Lieder.

## Werke
- Immer noch auf dem Weg. Lieder vom Unterwegssein mit Gott (Liederheft, Eigenverlag, 1999)
- Wort auf unserem Weg. Biblische Lieder (Liederheft, Eigenverlag, 2003)
- Ein Gott mit vielen Namen. Glaubens- und Lebenslieder (Liederheft, Eigenverlag, 2010)
- Wort auf unserem Weg. Biblische Lieder (CD, 2003)
- Wege wagen. Lieder im Gehen und Tanzen zu singen (CD, 2007)
- Voll Vertrauen gehe ich. Neue Geistliche Lieder (CD, 2010)
- Ein Gott mit vielen Namen. Glaubens- und Lebenslieder (CD, 2010)
- Die Mitte bist du. Glaubens- und Lebenslieder (CD, 2011)

Bekannte Lieder
- Voll Vertrauen gehe ich (1985)
- Herr, segne und behüte uns (1983)
- Nimm an die Gaben (1983)
- Gloria rufen wir dir zu (1981)
- In dir allein wird meine Seele still (1983)
- Immer noch auf dem Weg (1998)
- Gott, bring mein Innerstes zur Ruhe (1998)
- Lied ohne Ende (Gottesbilder-Litanei) (1998)
- Wasser, lebendiges Wasser (Tauflied) (1998)
- Ein Gott mit vielen Namen (2009)